# On Frail Wings of Vanity and Wax
| Críticas profissionais | Críticas profissionais |
| Avaliações da crítica  | Avaliações da crítica  |
| Fonte                  | Avaliação              |
| ---------------------- | ---------------------- |
| AbsolutePunk.net       | 69%                    |
| P&H Magazine           | 4 de 5 estrelas.       |

On Frail Wings of Vanity and Wax é o álbum de estréia da banda de post-hardcore americana Alesana. Ele foi originalmente lançado em 06 de junho de 2006 pela gravadora Tragic Hero Records, mas quando a banda assinou com a Fearless Records, foi relançado em 20 de março de 2007, com duas faixas bônus, quatro vídeos ao vivo, e uma entrevista com a mais nova gravadora. O título refere-se ao mito grego de Ícaro.

## Faixas
| N.º            | Título                             | Duração |  |
| 1.             | "Icarus"                           | 1:00    |  |
| 2.             | "Ambrosia"                         | 3:05    |  |
| 3.             | "Pathetic, Ordinary"               | 4:00    |  |
| 4.             | "Alchemy Sounded Good at the Time" | 4:14    |  |
| 5.             | "Daggers Speak Louder Than Words"  | 3:27    |  |
| 6.             | "The Last Three Letters"           | 3:33    |  |
| 7.             | "Apology"                          | 5:18    |  |
| 8.             | "Tilting the Hourglass"            | 3:49    |  |
| 9.             | "This Conversation Is Over"        | 3:24    |  |
| 10.            | "Congratulations, I Hate You"      | 4:02    |  |
| 11.            | "The Third Temptation of Paris"    | 3:42    |  |
| 12.            | "A Siren's Soliloquy"              | 4:01    |  |
| 13.            | "Nero's Decay"                     | 4:26    |  |
| Duração total: | Duração total:                     | 47:55   |  |

| Faixas do Re-Lançamento |                      |         |  |
| N.º                     | Título               | Duração |  |
| 14.                     | "Early Mourning"     | 3:54    |  |
| 15.                     | "Apology (Acoustic)" | 3:59    |  |
| Duração total:          | Duração total:       | 55:45   |  |

## Sobre as músicas
- Icarus- Refere-se à lenda grega de Ícaro, que morreu tentando escapar da ilha de Creta em asas construídas por seu pai, em vão por ignorar advertências de seu pai, que as asas poderiam derreter, se ele voou muito perto do sol.
- Pathetic, Ordinary- à lenda grega de Hades 'desejo de Zeus e filha de Deméter Perséfone. Ela é sequestrada por demônios e levado para o mundo subterrâneo, onde Hades tem como sua rainha. Uma vez que ouve Zeus, Hades ele exige a sua libertação, mas Hades tinha convencido Perséfone a comer sementes de romã do submundo, portanto, vinculando-a para o submundo. A fim de compromisso, Zeus permitiu Hades para tê-la para um terço do ano, enquanto ela volta para a superfície para os outros dois terços do ano.
- Alchemy Sounded Good At The Time- Esta música é baseada no mito de Orfeu e Eurídice. Depois de Eurídice morre ao cair em um poço de víboras ao tentar escapar da Sator, um demônio metade homem metade bode, Orfeu não vai aceitá-la, por isso ele se aventura para o submundo para recuperar seu amor. Ele engana o barqueiro a deixá-lo de lado, e usa seu talento musical incrível para torná-lo passado Cérbero, o de três cabeças guardião monstro cão do submundo. Hades é tão impressionado, ele permite que Orfeu ter Eurídice de volta, desde que durante toda a viagem de volta, até que chegou à superfície, ele não poderia olhar para trás para verificar se ela estava atrás dele. Eventualmente, ele não poderia suportar, e olhou para trás, fazendo com que Eurídice para ser sugado de volta para Hades.
- Nero's Decay- Esta música se refere à história do imperador romano Nero. Ele era famoso por sua tirania, chamando muitas execuções, incluindo os de sua mãe e meio-irmão. Ele, então, culpa o Grande Incêndio de Roma sobre os cristãos, a fim de desviar a culpa de si mesmo. No final, uma revolta liderada por Caio Júlio Vindex, o que resulta em perda de seu poder, e ao invés de execução face pública, ele comete suicídio em 9 de Junho de 68.
- Third Temptation of Paris - - Esta música refere-se à queda épica de Troia. Paris é o irmão de Heitor, filho do rei Príamo, rei de Tróia. Hera, Atena e Afrodite ofereceu Paris uma promessa para obter o pomo da discórdia lançada por Eris. Hera prometeu-lhe poder político, Atena lhe prometeu vitórias de guerra, inteligente, Afrodite prometeu-lhe a mulher mais bonita do mundo, que é Helena de Esparta, esposa do rei Menelau que é a sua terceira tentação. Quando Menelau sabe disso, ele pediu ajuda para seu irmão Agamenon, que levou à guerra de Troia.
- Ambrosia é baseado no toque dourado do Rei Midas

## Créditos
| Alesana - Jeremy Bryan - bateria - Dennis Lee - guturais, letras - Shawn Milke - vocais limpos, vocais guturais suaves, guitarra base, teclados, piano, letras - Adam Ferguson - guitarra principal e base, guturais vocal de apoio - Patrick Thompson - guitarra principal, vocais adicionais (faixa 11) - Steven Tomany - baixo Outros músicos - Melissa Milke - vocal (faixas 2, 6, 10 e 11) - Rebecca "Sandy" Carter - vocal (faixa 1) | Produção - Kit Walters - engenharia, mixagem, vocais adicionais (faixa 11) - Jamie King - Mixagem, masterização, produção - Primeiro clipe de som em "Alchemy Sounded Good at the Time" cortesia do filme Underworld - Clip de som final em "Alchemy Sounded Good at the Time" cortesia do filme Nascido para Matar - Kenton Spohr - fotografia da banda - Jessica Redmerski - foto da capa (Little Lovely II) - Kevin Moore - direção da arte design - Blake Farabi - produção de CD aprimoramento - Imagens ao vivo fornecida por Punkrockvids.com - Diretor/editor - Christopher Heimrich - Filmagem - Christopher Heinrich, James Stephen, Josh Hewins e Dustin Cardenas - Entrevista em vídeo por newbandtv.com - Produtores executivos - Eugene e Robin Fouchia - Produtor - Mark Yager - Camêras - Mike Wildt, Zac Hargrave e Mike Longenbach - Audio - Jeff Pace - Entrevista por Tyler Trautman - Reservas - Jeremy Holgerson - Administração - Eric Rushing - Administração de turnê - Devin Timmons |